# Taschenrechner
Taschenrechner är en låt av det tyska bandet Kraftwerk från deras album Computerwelt som kom ut 1981. Taschenrechner är tyska och betyder miniräknare.
Taschenrechner är den låt som bandet har sjungits in i flest olika språkversioner av hela deras produktion. Allt som allt finns den insjungen på fyra olika språk på officiella singlar. De olika versioner förutom den tyska är: engelska Pocket Calculator, franska Mini Calculateur och japanska Dentaku. Utöver dessa språk har bandet också sjungit låten på olika språk på konserter som exempelvis italienska Piccolo Calcolatore och polska Minikalkulator.
Remixer av de engelska, tyska och japanska versionerna finns på Kraftwerks album The Mix från 1991 samt på 3-D The Catalogue från 2017.